# Tabari

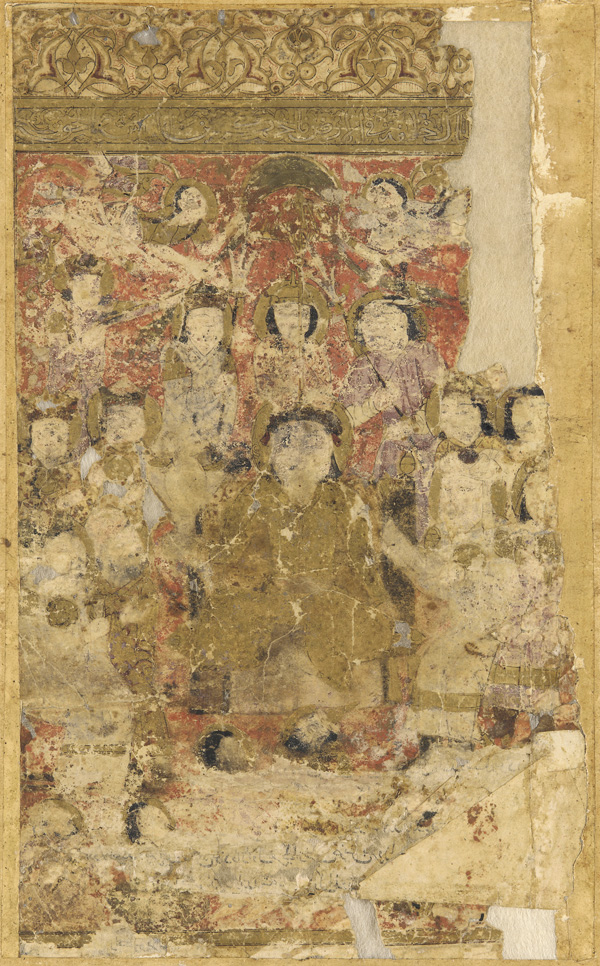
Tabari

Tabari (Abu Ja'far Muhammad ibn Jarir at-Tabari - الطبري) (Amol (Iran), 839 – Bagdad, 923) was een islamitisch historicus en Korangeleerde. Zijn voornaamste discipline was het islamitisch recht (fiqh) en in zijn tijd in Bagdad zette hij zijn eigen rechtsschool (madhhab) op. Tabari dankt zijn naam aan de Iraanse provincie waarin hij geboren werd: Tabaristan aan de Kaspische Zee.

## Leven
De bronnen over Tabari's leven zijn gering in aantal. Veel informatie over zijn leven komt uit een latere tijd, ofwel doordat eerdere biografische werken verloren zijn gegaan of doordat tijdens zijn leven niet veel over hem is opgeschreven. De bronnen die beschikbaar zijn, halen soms Tabari's studenten aan als bron en in grote lijnen wordt de biografie die vandaag de dag beschikbaar is als historisch accuraat beschouwd. De vroegste beschikbare bron is Tarikh madinat al-Salaam of Tarikh Baghdad van Al-Khatib al-Baghdadi (1002-1071) en de meest uitgebreide en gezaghebbende is Irshad al-Arib ila Ma’rifat al-Adib van Yaqut al-Hamawi (1179-1229).
Tabari's leven wordt in grote lijnen als volgt beschreven. Hij werd geboren in 224/225 AH (839/840) in Amol en groeide op in een relatief welvarend gezin. Na een voorspoedige educatie op jonge leeftijd trok hij al snel naar Ray. Daar genoot hij onderwijs bij verschillende docenten en niet veel later ging hij naar de hoofdstad van het Abbasiden-kalifaat, Bagdad. Tabari maakte nog verschillende uitstappen naar andere leercentra, zoals Kufa, Basra en Fustat. In de laatstgenoemde plaats kwam hij in contact met studenten van de beroemde jurist al-Shafi'i en eenmaal teruggekeerd in Bagdad begon hij zijn eigen rechtsschool. Zijn rechtsschool heette de Jariri-madhab, verwijzend naar zijn vaders naam. Vanaf zijn veertigste tot aan zijn overlijden in 310 AH (923) gaf Tabari les, schreef hij grote werken en trad hij geregeld op als jurist.

### Werken
Hij schreef twee grote werken:
1. Tarikh ar-rusul wal-muluk, 'Geschiedenis van de profeten en koningen', een universele geschiedenis vanaf de schepping tot ongeveer 915 CE.
2. Djami' al-bayan fi tafsir al-Qur'an, een van de grootste vroege Korancommentaren, dat tot op heden onder moslims zeer veel gezag heeft.[bron?]

Daarnaast schreef hij nog verschillende andere werken die overgeleverd zijn:
1. Ikhtilaf al-fuqaha, 'de onenigheid van de juristen', een thematisch geordend werk waarin Tabari de verschillende standpunten van een select aantal juristen bespreekt.
2. Tahdhib al-Athar, Tabari bespreekt in dit werk de authenticiteit van de overleveringen (hadith) van de metgezellen van de profeet Mohammed. Dit werk is slechts gedeeltelijk overgeleverd.
3. Sarih al-Sunna
4. Al-Tabsir fi ma'alim al-din

De biograaf al-Yaqut benoemt naast deze werken nog een lijst met andere werken. Van deze werken zijn echter tot op heden geen manuscripten gevonden.